# Saturnin Allagbé
Saturnin Allagbé Kassifa Owalabi (Assaba, 22 de novembro de 1993) é um futebolista beninense que atua como goleiro. Atualmente defende o Chamois Niortais.

## Carreira
Saturnin começou sua carreira futebolística no Centre de Formation de Tanéka. Por causa de uma parceria entre o centro e a Association Sportive du Port Autonome de Cotonou, assinou com a equipe em 2009. Conquistou dois títulos da liga nacional nas temporadas 2009–10 e 2011–12 durante sua estadia.
Em 2011, teve sua primeira partida pela seleção nacional do Benim, contra a Líbia.
No início da temporada 2013–14, Saturnin teve um período de testes com os Girondins de Bordeaux, mas não foi mantido.
Em 2014, o goleiro assinou um contrato de três anos com o Chamois Niortais. Na primeira temporada, não jogou nenhuma partida pela equipe principal, mas jogou pela equipe B que disputou a Divisão de Honra do Centre-Ouest pelo fim da temporada. Foi considerado como um dos jogadores-chave do time, que conseguiu o acesso ao CFA 2 na ocasião.